# Wang Sam Mo (huyện)
Wang Sam Mo (tiếng Thái: วังสามหมอ) là một huyện (amphoe) ở phía đông nam của tỉnh Udon Thani, đông bắc Thái Lan.

## Địa lý
Các huyện giáp ranh (từ phía tây theo chiều kim đồng hồ) là: Si That và Chai Wan của tỉnh Udon Thani, Waritchaphum, Nikhom Nam Un và Kut Bak của tỉnh Sakon Nakhon và Kham Muang, Sam Chai và Nong Kung Si và Tha Khantho của tỉnh Kalasin.

## Lịch sử
Tiểu huyện (king amphoe) Wang Sam Mo được thành lập ngày 1/10/1975, khi ba tambon Nong Kung Thap Ma, Ba Yao và Nong Ya Sai được tách ra từ Si That. Đơn vị này đã được nâng cấp thành huyện ngày 13/7/1981.

## Hành chính
Huyện này được chia thành 6 phó huyện (tambon), các đơn vị này lại được chia ra thành 68 làng (muban). Wang Sam Mo là một thị trấn (thesaban tambon) nằm trên một phần của tambon Wang Sam Mo. Có 6 Tổ chức hành chính tambon.
| STT. | Tên               | Tên Thái   | Số làng | Dân số |  |
| ---- | ----------------- | ---------- | ------- | ------ |  |
| 1.   | Nong Kung Thap Ma | หนองกุงทับม้า | 10      | 7.698  |  |
| 2.   | Nong Ya Sai       | หนองหญ้าไซ  | 9       | 7.557  |  |
| 3.   | Ba Yao            | บะยาว      | 11      | 9.012  |  |
| 4.   | Phasuk            | ผาสุก       | 17      | 15.081 |  |
| 5.   | Kham Khok Sung    | คำโคกสูง    | 8       | 5.368  |  |
| 6.   | Wang Sam Mo       | วังสามหมอ   | 13      | 11.014 |  |